# Puzzlejuice
Puzzlejuice est un jeu vidéo de puzzle développé et édité par Sirvo, sorti en 2012 sur iOS.

## Système de jeu

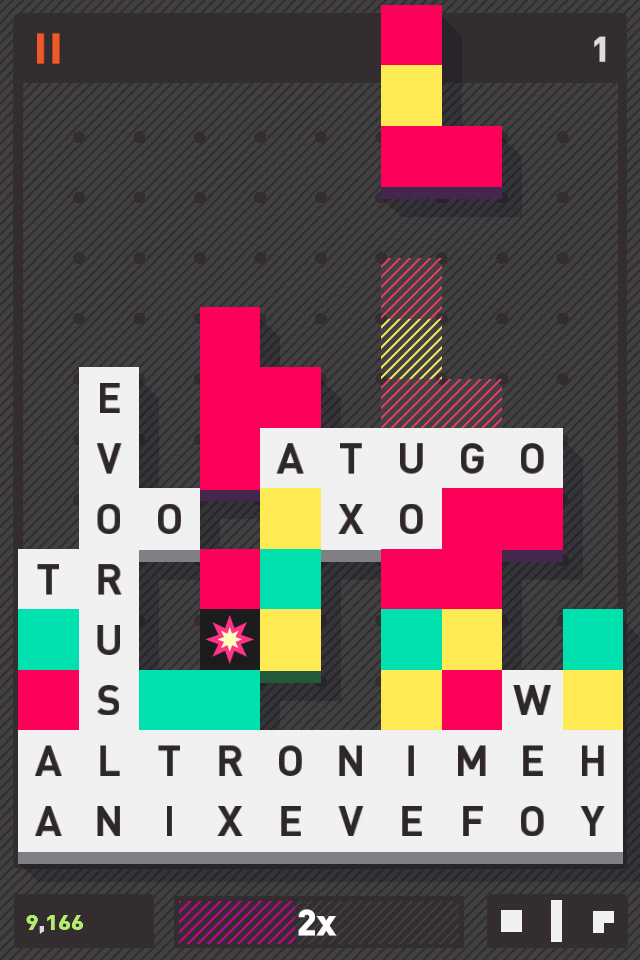
Capture d'écran

## Accueil
- Edge : 8/10[1]
- Pocket Gamer : 7/10[2]
- TouchArcade : 4,5/5[3]